# 中野村 (新潟県南蒲原郡)
中野村（なかのむら）は、かつて新潟県南蒲原郡にあった村。

## 沿革
- 1889年（明治22年）4月1日 - 町村制施行に伴い南蒲原郡中野東村・中野中村・中野西村・福原村・末宝村・松ケ崎新田・亀ケ谷新田・鶴ケ曽根村、三島郡海老島勇次新田・与板村（一部）が合併し、南蒲原郡中野村が発足。
- 1901年（明治34年）11月1日 - 南蒲原郡中之島村、神通村、中通村、中条村、信条村、西所村、三沼村と合併し、中之島村を新設して消滅。